# Brzozowa (gromada w powiecie opatowskim)
Brzozowa – dawna gromada, czyli najmniejsza jednostka podziału terytorialnego Polskiej Rzeczypospolitej Ludowej w latach 1954–1972.
Gromady, z gromadzkimi radami narodowymi (GRN) jako organami władzy najniższego stopnia na wsi, funkcjonowały od reformy reorganizującej administrację wiejską przeprowadzonej jesienią 1954 do momentu ich zniesienia z dniem 1 stycznia 1973, tym samym wypierając organizację gminną w latach 1954–1972.
Gromadę Brzozowa z siedzibą GRN w Brzozowej utworzono – jako jedną z 8759 gromad na obszarze Polski – w powiecie opatowskim w woj. kieleckim, na mocy uchwały nr 13f/54 WRN w Kielcach z dnia 29 września 1954. W skład jednostki weszły obszary dotychczasowych gromad Brzozowa, Duranów i Teofilów zniesionej gminy Juljanów w powiecie opatowskim oraz Dąbrowa ze zniesionej gminy Pętkowice w powiecie iłżeckim. Dla gromady ustalono 12 członków gromadzkiej rady narodowej.
Gromadę zniesiono 31 grudnia 1959, a jej obszar włączono do gromady Wólka Lipowa w powiecie opatowskim (wsie Brzozowa i Chałupki oraz kolonie Brzozowa A, Brzozowa B, Margeniów, Duranów, Teofilów i Zaduranów) oraz  do gromady Tarłów w powiecie lipskim (kolonię Dąbrowa).